# 사나이픽처스
사나이픽처스는 대한민국의 영화 제작 기업으로 카카오의 자회사인 카카오엔터테인먼트의 자회사이다.

## 주요 작품 목록

### 영화
| 국가 | 제목             | 개봉일           | 종류 | 담당 | 배급사                         | 제휴                                |
| ---- | ---------------- | ---------------- | ---- | ---- | ------------------------------ | ----------------------------------- |
| 한국 | 신세계           | 2013년 2월 21일  | 실사 | 제작 | NEW                            |                                     |
| 한국 | 남자가 사랑할 때 | 2014년 1월 22일  | 실사 | 제작 | NEW                            |                                     |
| 한국 | 무뢰한           | 2015년 5월 27일  | 실사 | 제작 | CGV 아트하우스                 |                                     |
| 한국 | 대호             | 2015년 12월 16일 | 실사 | 제작 | NEW                            |                                     |
| 한국 | 검사외전         | 2016년 2월 3일   | 실사 | 제작 | 쇼박스                         | 영화사 월광(공동제작)               |
| 한국 | 아수라           | 2016년 9월 28일  | 실사 | 제작 | CJ엔터테인먼트                 |                                     |
| 한국 | 보안관           | 2017년 5월 3일   | 실사 | 제작 | 롯데엔터테인먼트               | 영화사 월광(공동제작)               |
| 한국 | 공작             | 2018년 8월 8일   | 실사 | 제작 | CJ엔터테인먼트                 | 영화사 월광(공동제작)               |
| 한국 | 돈               | 2019년 3월 20일  | 실사 | 제작 | 쇼박스                         | 영화사 월광(공동제작)               |
| 한국 | 오케이! 마담     | 2020년 8월 12일  | 실사 | 제작 | 메가박스중앙(주)플러스엠       | 영화사 올(공동제작)                 |
| 한국 | 헌트             | 2022년           | 실사 | 제작 | 메가박스중앙(주)플러스엠       | 아티스트스튜디오(공동제작)          |
| 한국 | 야행             | 2022년           | 실사 | 제작 | 플러스엠엔터테인먼트, 카카오TV | 외유내강(공동제작)                  |
| 한국 | 크로스           | 2024년 8월 7일   | 실사 | 제작 | 플러스엠엔터테인먼트           | 영화사 오브라크리에이티브(공동제작) |
| 한국 | 화란             | 2023년 10월 11일 | 실사 | 제작 | 플러스엠엔터테인먼트           | 하이지음스튜디오(공동제작)          |

### 드라마
| 연도 | 방송사  | 제목          | 협력 제작                                | 비고 |
| ---- | ------- | ------------- | ---------------------------------------- | ---- |
| 2023 | 디즈니+ | 《최악의 악》 | 카카오엔터테인먼트, 바람픽쳐스(공동제작) |      |

## 같이 보기
- 카카오엔터테인먼트